# Quitzdorf am See
Quitzdorf am See è un comune di 1.391 abitanti della Sassonia, in Germania.
Appartiene al circondario (Landkreis) di Görlitz (targa GR) ed è parte della comunità amministrativa (Verwaltungsgemeinschaft) di Diehsa.